# Гроти Ватикану
Гроти Ватикану — крипта, що знаходиться нижче рівня фундаменту Собору Святого Петра.

## Розташування
Вони розташовані під частиною нави у трьох метрах під землею. Охоплюють площу від головного вівтаря («папський вівтар») та близько половини нави базиліки, утворюючи підземний храм, який займає простір між сучасним поверхом нової базиліки і фундаментом старої базиліки Костянтина з четвертого століття.
За площею Гроти Ватикану є близькі до розміру старої базиліки Костянтина, яка простояла до шістнадцятого століття, і саме тому вони не займають всієї довжини нави сучасної базиліки, яка більша за попередню.

## Поховання
У Гротах Ватикану поховані 23 з 266 померлих Пап Римських. Бути похований у гротах Ватикану, поруч з могилою Петра, було бажання багатьох з його наступників. Але не тільки їх. Там поховані також королі, принци, релігійні діячі, а також перші християни Рима. Ватиканські гроти є вражаючою пам'яткою багатьох історичних осіб на додаток до 148 папських поховань у цілому комплексі споруд Собору Святого Петра. Серед найбільш важливих мистецьких робіт поховань, можна відмітити гробницю Боніфація VIII створену Арнольфо ді Камбіо, гробницю кардинала Берарда Еролі створену Джованні Далмата, фрагменти фресок П'єтро Кавалліні, бронзового саркофагу папи Сикста IV створеного Антоніо дель Поллайоло у 1493 році.
Останнім похованням Гротів Ватикану був гріб папи Бенедикт XVI у 2023 році на місці Іван Павло II († 2005), реліквії якого після беатифікації у 2011 році перенесені у Собор Святого Петра.